# Johan Adam Andreas van Liechtenstein
Johan Adam Andreas (Brünn, 16 augustus 1657 – Wenen, 16 juni 1712) was vorst van Liechtenstein van 1684 tot 1712. Hij is sinds de troonsbestijging van de huidige vorst Hans Adam II ook bekend onder naam Hans Adam I.
Hij was de enige zoon van vorst Karel Eusebius en gravin Johanna Beatrix van Dietrichstein die zijn jeugd overleefde. Hij huwde 1681 met zijn nicht gravin Erdmuthe van Dietrichstein (17 april 1662 – 15 maart 1737), dochter van Ferdinand Jozef, 2e vorst van Dietrichstein.
In 1699 kocht hij de heerlijkheid Schellenberg en in 1712 het graafschap Vaduz, die samen werden gevoegd tot het vorstendom Liechtenstein. Hij kreeg hiermee een zetel in de Rijksdag.
Karel I · Karel Eusebius · Hans Adam I · Jozef Wenceslaus · Anton Florian · Jozef Johan Adam · Jozef Wenceslaus · Johan Nepomuk Karel · Jozef Wenceslaus · Frans Jozef I · Alois I · Johannes I Jozef · Alois II · Johannes II · Frans I · Frans Jozef II · Hans Adam II